# Allostyphlus
Allostyphlus är ett släkte av skalbaggar. Allostyphlus ingår i familjen vivlar.
Kladogram enligt Catalogue of Life:
| Allostyphlus | \| \| Allostyphlus jugosus \| \| \| \| |
|              | \| \| Allostyphlus jugosus \| \| \| \| |
|              | Allostyphlus jugosus                   |
|              |                                        |